# Микелон (озеро, Альберта)
Озеро Микелон (англ. Lake Miquelon) — озеро в центральной части провинции Альберта (Канада), в 35 километрах юго-восточнее Эдмонтона. Целиком находится внутри провинциального парка Микелон Лейк. Одно из малых озёр Канады: общая площадь — 8,7 квадратного километра. Высота над уровнем моря 761 метр. Озеро мелководное, средняя глубина всего 2,7 метра. Стока из озера нет в течение последних 50 лет.